# Mattias Zachrisson

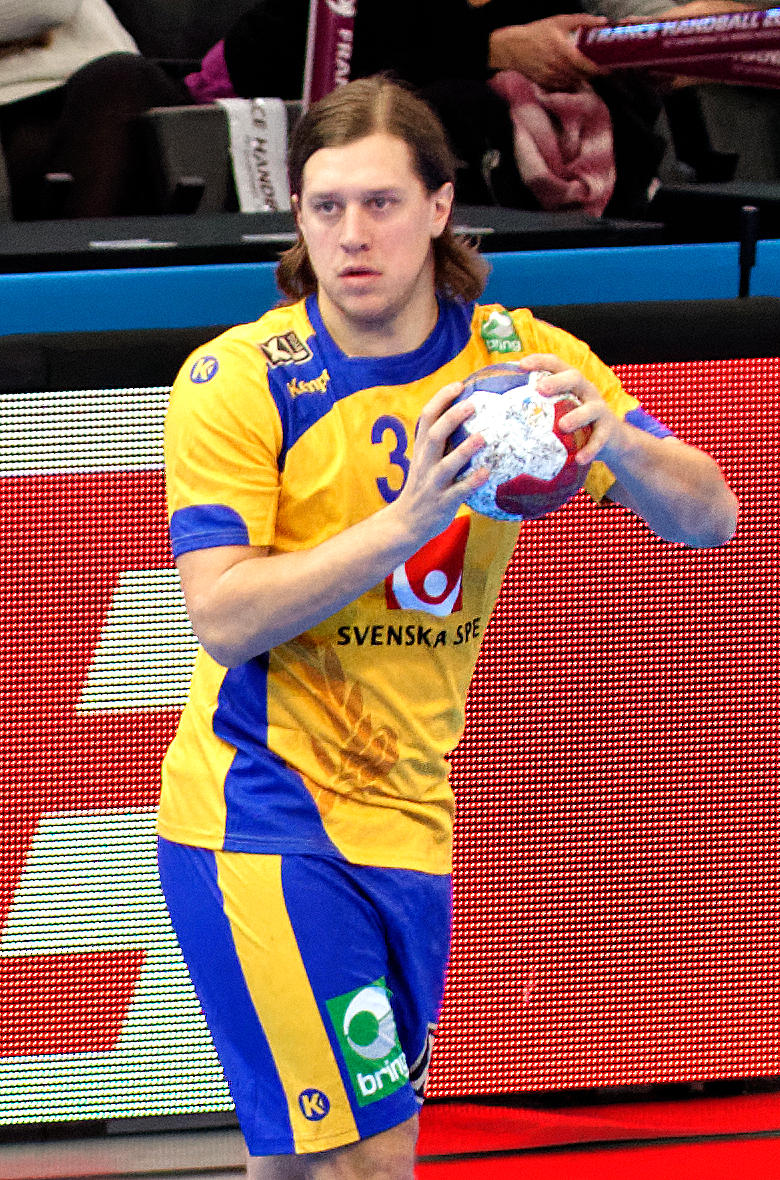
Zachrisson avec la Suède en 2017

Mattias Zachrisson, né le 22 août 1990 à Huddinge, est un handballeur suédois évoluant au poste d'arrière droit.
Avec l'équipe nationale de Suède, il a été médaillé d'argent aux Jeux olympiques de 2012 à Londres puis au Championnat d'Europe 2018. En club, il a évolué en suède à l'IF Guif avant de rejoindre le club allemand du Füchse Berlin.
En novembre 2020, il est contraint de prendre sa retraite à cause de problèmes récurrents à l'épaule, étant d'ailleurs absent des terrains depuis août 2019

## Palmarès

### Club
Compétitions internationales
- Vainqueur de la Coupe du monde des clubs (2) : 2015, 2016
- Vainqueur de la Coupe de l'EHF (C3) (2) : 2015, 2018
- Quatrième de la Ligue des champions (C1) en 2012

Compétitions nationales
- Vainqueur de la Coupe d'Allemagne (1) : 2014
- Troisième du Championnat d'Allemagne en 2011, 2012

### Équipe nationale
Jeux olympiques
- Médaillé d'argent aux Jeux olympiques de 2012 à Londres
- 11e place aux Jeux olympiques de 2016 à Rio de Janeiro

Championnats d'Europe
- 7e place au Championnat d'Europe 2014
- 8e place au Championnat d'Europe 2016
- Médaille d'argent au Championnat d'Europe 2018

Championnats du monde
- 10e place au Championnat du monde 2015
- 6e place au Championnat du monde 2017
- 5e place au Championnat du monde 2019